# Zenon Komender
Zenon Komender, ps. Wacław Tomczyński, Zaremba, Dobosz (ur. 21 października 1923 w Częstochowie, zm. 12 kwietnia 1993 w Warszawie) – polski mechanik, ekonomista, polityk, publicysta. Zastępca przewodniczącego Rady Państwa (1985–1989), wiceprezes Rady Ministrów (1982–1985), minister handlu wewnętrznego i usług (1981–1982), poseł na Sejm PRL V, VI, VII, VIII i IX kadencji, uczestnik obrad Okrągłego Stołu.

## Życiorys

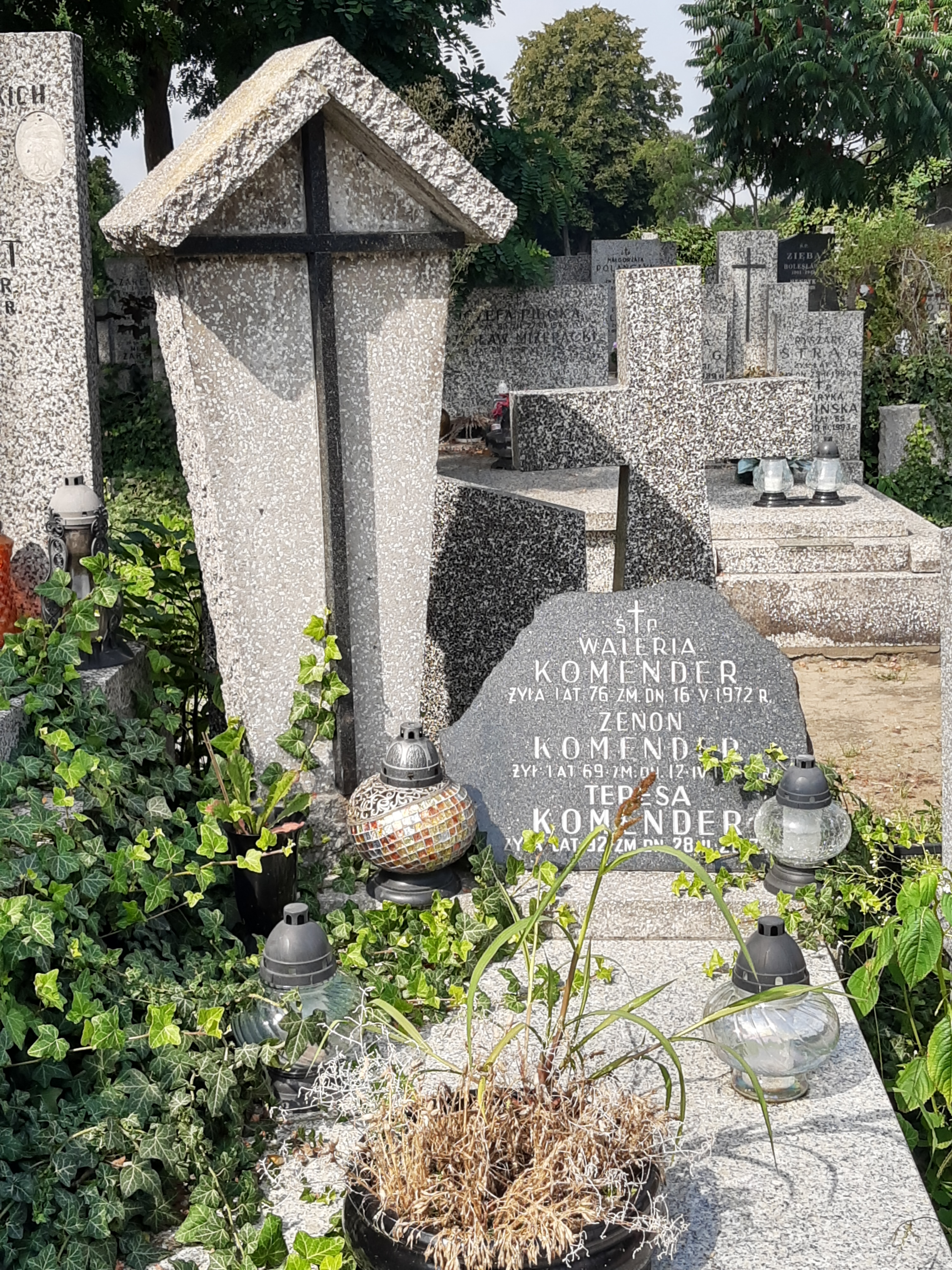
Grób Zenona Komendera na cmentarzu Bródnowskim

Podczas II wojny światowej należał do Szarych Szeregów, był też żołnierzem Narodowej Organizacji Wojskowej i ZWZ-AK, w latach 1944–1945 więziony przez władze Związku Radzieckiego. Po powrocie do Polski studiował na Politechnice Wrocławskiej. W 1946 roku został aresztowany za działalność w konspiracyjnym Stronnictwie Narodowym i skazany na 9 lat więzienia. Po odbyciu kary, w okresie 1953–1956 pracował w przedsiębiorstwach budowlanych na Wybrzeżu Gdańskim; w latach 1962–1981 sprawował kierownicze funkcje w Zjednoczonych Zespołach Gospodarczych Inco-Veritas. Od 1956 działał w Stowarzyszeniu „Pax”, od 1965 wchodził w skład prezydium zarządu głównego, w latach 1956–1962 był szefem organizacji wojewódzkich w Katowicach i Gdańsku, w latach 1980–1982 wiceprzewodniczącym, następnie do 1989 przewodniczącym zarządu głównego.
Od 1981 do 1982 był ministrem handlu wewnętrznego i usług (w 1982 członkiem Prezydium Rządu); w latach 1982–1985 wicepremierem, w okresie 1982–1986 przewodniczył Radzie ds. Rodziny przy Radzie Ministrów. W latach 1985–1989 zajmował stanowisko zastępcy przewodniczącego Rady Państwa. Od 1969 do 1989 sprawował mandat posła na Sejm PRL V, VI, VII, VIII i IX kadencji. W latach 1982–1989 był przewodniczącym Koła Poselskiego „Pax” (w Sejmie VIII i IX kadencji). Członek Prezydium Tymczasowej Rady Krajowej Patriotycznego Ruchu Odrodzenia Narodowego w 1982.
W 1983 wybrany na wiceprzewodniczącego Krajowej Rady Towarzystwa Przyjaźni Polsko-Radzieckiej. W latach 1983–1988 przewodniczący Rady Obywatelskiej Budowy Pomnika Szpitala Centrum Zdrowia Matki Polki. W latach 1986–1988 członek prezydium Społecznego Komitetu Odnowy Starego Miasta Zamościa. W latach 1988–1990 wchodził w skład Rady Ochrony Pamięci Walk i Męczeństwa, od 1989 przewodniczył działającej przy tej radzie Komisji ds. Upamiętnienia Ofiar Zbrodni Stalinowskich. Uczestniczył w obradach Okrągłego Stołu. Pochowany na cmentarzu Bródnowskim w Warszawie (kwatera 35K-1-25).

## Odznaczenia i wyróżnienia[6]
- Order Sztandaru Pracy II klasy
- Krzyż Oficerski Orderu Odrodzenia Polski
- Krzyż Kawalerski Orderu Odrodzenia Polski
- Złoty Krzyż Zasługi (1969)[7]
- Medal 30-lecia Polski Ludowej
- Medal 40-lecia Polski Ludowej
- Złoty Order „Gwiazda Przyjaźni między Narodami” (Niemiecka Republika Demokratyczna, 1983)[8]
- Order Przyjaźni (Czechosłowacja, 1988)[9]
- Złota odznaka honorowa Czechosłowackiej Partii Ludowej (1988)[10]
- Tytuł honorowego członka Unii Chrześcijańsko-Demokratycznej NRD (1988)[11]

## Publikacje
- O program rozwoju społeczno-ekonomicznego, Warszawa 1970
- Pracą pokoleń, Warszawa 1977
- Refleksje nad przebytą drogą, Warszawa 1986
- Zgodnie z realiami, t. 1. Wybór publicystyki społeczno-gospodarczej, lata 1959–1970, Warszawa 1988